# La divoratrice di anime
La divoratrice di anime (Eater of Souls) è un libro scritto da Lynda Suzanne Robinson, ed è il quarto romanzo della serie incentrata sulle indagini del principe Meren (di preciso Le indagini del principe Meren alla corte di Tutankhamon). È uscito negli Stati Uniti nel 1997, e in Italia nel 2004.
Come i libri precedenti, anche questo volume è ambientato nell'anno quinto del regno di Tutankhamon.

## Trama
Il Faraone Tutankhamon ha un alterco con l'ambasciatore ittita Mugallu, il quale si dimostra molto sgarbato con gli egizi, che reputa deboli ed effeminati; l'incidente diplomatico, che rischia di scatenare una guerra tra l'Egitto e l'Hatti, va contro i piani di Meren, che con l'aiuto dei suoi figli adottivi Kysen e Bener intende indagare personalmente sulla morte di Nefertiti, che ritiene assassinata. Meren dovrà però affrontare anche il problema del principe Reshep, del quale la figliastra Isis è ciecamente innamorata; si dimostra subito contrario all'unione dato che i due si sono conosciuti da poco, e completamente ostile all'annuncio del matrimonio tra i due in casa sua.
Meren e Kysen rimangono comunque nell'idea di trovare chiunque sappia degli avvenimenti negli ultimi mesi di vita di Nefertiti, nonostante la maggior parte di essi siano passati a miglior vita. Meren trova e segue le tracce della cuoca reale Hunero e di suo marito Bay, due sopravvissuti alla morte di Nefertiti: nella loro abitazione originaria vi trova la vecchia Satet, la sorella di Hunero, che afferma che i due sono andati in qualche luogo sconosciuto in cerca di fortuna. Satet è assistita dal nipote Tentamun, che però è incaricato dal misterioso Zulaya a indagare su uno scriba coinvolto nell'agonia di Nefertiti. Kysen viene invece aiutato da Ese, la locandiera del Loto Divino, la quale gli fa fare la conoscenza di Othrys, un pirata miceneo con pochi scrupoli ma assai determinato a raggiungere i suoi scopi, e Tcha, un ladro maldestro, pauroso e superstizioso. Quest'ultimo annuncia però ai due che l'ambasciatore ittita Mugallu è stato ucciso da un mostro che tutti chiamano la Divoratrice. Prima di lui, il mostro ha già mietuto diverse vittime in favore di un "favorito": un contadino; una prostituta di nome Anat; Pawah, un ladro collega di Tcha; e un uomo e una donna, che sarebbero i genitori del "prescelto" quale sarebbe la Divoratrice (e sarebbero gli stessi Hunero e Bay). Inoltre, ai cadaveri è stato esportato il cuore, sostituito dalla stessa piuma usata per il giudizio dell'oltretomba, e sembra che alcune vittime, tra cui Mugallu, siano state uccise a colpi di scure. Venuti a sapere della faccenda, Meren e il Faraone credono che il mostro sia davvero la Divoratrice evocata da un mago nero per seminare il caos.
Tcha convince Kysen e Othrys ad entrare nella Grande Piramide a Menfi, dove i tre vi trovano Naram-Sin, collega babilonese del pirata; questi comunica loro che da tempo ha dichiarato scomparso Tentamon, nipote di Satet, e ha già inviato una spedizione di tre uomini, dei quali uno è scomparso e gli altri due deceduti. Rivela inoltre tre nomi importanti, tutti uomini estremamente influenti capaci di sovvertire l'intero equilibrio della società: Dilalu, un fabbricante d'armi che abita a Menfi; Yamen, un funzionario militare egizio e scriba della divisione di Ra; e il mercante babilonese Zulaya. Intanto, il generale ittita Labarnas, ancora ospite alla corte egizia, tenta inizialmente di usare Meren come ostaggio per il Faraone, e non riuscendoci lo costringe a trovare il colpevole degli omicidi entro due giorni, prima della sua partenza, altrimenti accuserà il Faraone di aver fatto uccidere il suo ambasciatore e sarà la guerra.
D'istinto, Meren riflette dunque sul caso, ma senza mai venirne a capo. Viene però d'un tratto attaccato dalla Divoratrice e rimane ferito al braccio, ma la figliastra Bener lo salva in tempo. Prima di essere attaccato, Meren è però riuscito a individuare le fragranze usate dalla Divoratrice, e capisce così che il mostro è in realtà un uomo travestito da tale. Venuti a sapere della solitudine di Satet, Meren, Kysen e Abu la raggiungono nella sua abitazione, ma vengono tutti attaccati dalla Divoratrice. Nella lotta che segue, Meren annuncia che ha già capito l'identità dell'assassino: è Reshep, perché i profumi e le fragranze che ha usato per camuffarsi da Divoratrice sono le stesse che lui e Isis si sono scambiati in pegno d'amore. La Divoratrice muove bocca e, come prova decisiva, parla con la voce di Reshep in persona e afferma che agiva in quel modo per proteggere il "favorito": il padre del "prescelto" causava molto dolore, la madre lodava il "favorito" ma esigeva troppo, il contadino aveva rischiato di far rovesciare il carro di Reshep a causa della sua disattenzione, la prostituta Anat era morta semplicemente per giudizio, e l'ambasciatore ittita Mugallu era morto perché aveva insultato il "favorito", ovvero Tutankhamon. Dopo un ultimo colpo di coda, Reshep viene ucciso da Kysen e Abu. Il giorno dopo, Kysen e Bener raggiungono Isis e, consci che ella desiderava ottenere quello che voleva a qualunque costo ignorando le conseguenze, la accusano violentemente di essere complice di Reshep, poiché sia lui che l'incosciente Isis si sarebbero serviti di Satet per attirare in trappola Meren, piano fermato soltanto dall'intervento di Kysen e Abu. La disperata Isis dichiara però di non sapere nulla della vera natura di Reshep e si dichiara innocente.
Con Labarnas tornato felicemente a casa insieme ai suoi uomini, l'assassino punito e l'apparente tranquillità scesa di nuovo su Menfi, Meren può finalmente concentrarsi sul caso della morte di Nefertiti, ma in quel momento interviene Sokar, capitano delle guardie di Menfi, che comunica a lui e Kysen la morte di un uomo e una donna, rivelatisi Hunero e Bay; i due avevano una casa posseduta da un certo Nefersekheru, il quale però lavora per conto di un altro straniero: Naram-Sin.

## Personaggi
- Meren: protagonista della serie al servizio di Tutankhamon.
- Tutankhamon: giovane Faraone d'Egitto.
- Kysen: figlio adottivo di Meren.
- Beren: la maggiore delle figlie adottive di Meren, è testarda, ma anche coraggiosa.
- Isis: la minore delle figlie adottive di Meren, è irriverente e poco rispettosa, al contrario della sorella minore.
- Idut: sorella di Meren, sarà lei ad organizzare la festa di giubilio. Ha un figlio, Imset.
- Rahotep: un altro principe, altro figlio di Amenhotep III. Si vanta di essere invincibile al senet. Già apparso nel secondo libro, Il respiro di Amon.
- Djoserkarenseneb: nome completo di Djoser, altro figlio di Amenhotep III ma nato da una nobildonna egizia. È uno studioso, e stando al romanzo ha appena 20 anni di età. Anch'egli già apparso nel secondo libro, Il respiro di Amon.
- Reshep: altro principe del Faraone, e unigenito di una famiglia di nobili, è un individuo superbo che si fa sempre accompagnare da un codazzo di adulatori. Isis si invaghirà di lui.
- Satet: un'anziana che vive in un villaggio insieme al nipote Tentamon, è piuttosto distratta e svogliata. Ha una sorella, Hunero, la cuoca reale di Neferiti che ha un marito di nome Bay.
- Abu: capitano del corpo degli aurighi di Meren, di cui fanno parte Iry e Reia.
- Sokar: capo della guardia di Menfi. Inetto e superficiale, tratta ogni morte come se fosse una cosa da nulla, persino di fronte alla brutalità degli assassinii della Divoratrice, e le definirà morti di individui che "non erano della città". Un suo sottoposto, Min, aiuterà Meren nelle sue indagini.
- Ese: locandiera del Loto Divino, disprezza tutti gli uomini in quanto bugiardi e ingannatori.
- Othrys: pirata miceneo.
- Naram-Sin: mercante babilonese compagno di Othrys.
- Tcha: un ladro, servo della locandiera Ese e collega di Othrys. Estremamente codardo e assai poco igienico, è anche incredibilmente superstizioso.
- Tio: coppiera della regina Ankhesenamun, e figlia di una concubina nubiana di Akhenaten, ha ereditato dalla madre un corpo snello ma muscoloso.
- Mugallu: ambasciatore ittita sotto il re Suppiluliumas, ha un alterco col Faraone Tutankhamon.
- Labarnas: generale ittita.
- Anat: una prostituta, una delle tante vittime della Divoratrice.
- Zulaya: un misterioso mercante babilonese. Incarica Tentamon di indagare sullo scriba misterioso che fu coinvolto nella morte di Nefertiti.

## Edizioni
- Lynda S. Robinson, La divoratrice di anime, traduzione di Alessandro Zabini, n. 1166, TEA DUE, Milano, TEA, 27 maggio 2004,  p. 292, ISBN 978-88-502-0489-2.